# Хуссейн аль-Аккад
Хуссейн аль-Аккад (англ. Bahaa el-Din Ahmed Hussein el-Akkad; родился в 1949) — бывший мусульманский шейх из Египта. В течение более 20 лет был членом фундаменталистской исламской группы Джамаат Таблиг, которая активно занималась обращением немусульман в ислам. Кроме того, он был лидером сообщества при одной из мечетей в Гизе, около Каира. Позднее разочаровался в исламе, участвовал в богословских диспутах с христианами, много изучал христианское Священное Писание, что привело его к обращению в христианство в январе 2005 года. Был арестован Государственной службой безопасности Египта 6 апреля 2005 года, по подозрению в богохульстве против ислама. Два года провёл в заключении, отпущен на свободу 28 апреля 2007 года.